# John Sigfried Johnson
Pour les articles homonymes, voir Johnson.
John Sigfried Johnson, né le 11 mai 1873 à Kil en Suède et mort le 17 janvier 1934 à Minneapolis, est l'un des premiers coureurs cyclistes et patineurs de vitesse américains.

## Biographie
Né en Suède, il émigre avec ses parents au Minnesota aux États-Unis en 1881.
Johnson est d'abord apprenti mécanicien dans une maison de cycles de Minneapolis. Il participe à des courses sur route au début de sa carrière. Il est le premier à parcourir 1 mile à vélo en moins de deux minutes, soit 1:56.6. en septembre 1892 sur la piste d'Independence, dans l'Iowa,. Au cours des années suivantes, Johnson établit tous les records du monde du départ arrêté et lancé de 100 yards à 5 miles.
Membre du Normannia Skating Club de Minneapolis, il devient également champion national de patinage de vitesse en battant Joe Donoghue (en) à Red Bank, New Jersey en février 1893 et a également détenu le record du monde dans ce sport.
En août 1893, lors des premiers championnats du monde de cyclisme en 1893 à Chicago, Johnson termine deuxième du mile et troisième du 10 kilomètres. Il établit le record sur trois miles et est le premier concurrent à battre le champion du monde Arthur Augustus Zimmerman dans une course de cinq miles de la League of American Wheelmen. Cette course aurait inspiré Ignaz Schwinn à créer sa propre entreprise de vélos, la Schwinn Bicycle Company , et sa propre équipe de course.
 En 1894, John S. Johnson pilote un vélo dit "de sécurité" à pneus par opposition au grand bi,, autour du vélodrome à Buffalo , New York, parcourant un mile en un peu plus d'une minute et trente-cinq secondes, soit une vitesse de près de trente-huit miles par heure.
En 1896, il fait une tournée en Europe,. En Angleterre, John S. Johnson bat le record européen du mile lancé avec un temps de 1 min 44 s. Il perd une course alors qu'il est en tête-à-tête devant 15 000 spectateurs lorsqu'il s'arrête pour permettre à son adversaire de changer un pneu crevé.
Johnson bat également le record du monde de patinage de vitesse et remporte des titres de champion du monde dans les deux sports. Plus tard dans sa carrière, Johnson court pour des équipes sponsorisées par les fabricants de vélos E. C. Stearns Bicycle Agency (en) de Syracuse, NY comme Major Taylor, et Schwinn Bicycle Co. de Chicago.
Il se retire du cyclisme de compétition en 1900. Employé pendant cinq ans dans un magasin de meubles local, en 1904, il s'intéresse à la course automobile, il est chauffeur pour l'agent local de Winton à Minneapolis,,. En 1905, il pilote une Winton 4 cylindres. et participe aux éliminatoires de la coupe Vanderbilt 1905 sur une Matheson II. En 1906, il est directeur adjoint de la succursale Winton à Pittsburg dirigé par Earl Kiser, un ancien coureur cycliste. En 1908, il est  nommé représentant des ventes de Winton pour le Minnesota.
Il meurt le 17 janvier 1934 à Minneapolis, Minnesota.

## Hommage
En 2003, Johnson a été intronisé au Temple de la renommée du cyclisme aux États-Unis
En 1960, Johnson a été intronisé au Temple de la renommée du patinage de vitesse aux États-Unis